# How to Talk to Girls at Parties
How to Talk to Girls at Parties é um romance gráfico de Neil Gaiman, Fábio Moon e Gabriel Bá, publicado em 2016 pela Dark Horse Books. É baseado em um conto de Gaiman, publicado em seu livro Fragile Things, em 2006. Uma edição brasileira será publicada em 2017 pela Companhia das Letras.

## Enredo
O tímido Enn e o confiante Vic invadem uma festa de estudantes de intercâmbio. No entanto, logo eles percebem que as garotas lá são mais interplanetárias do que estrangeiras.

## Filme
John Cameron Mitchell dirige e, com Philippa Goslett, co-assina o roteiro da adaptação cinematográfica, que estrela Elle Fanning e Alex Sharp.